# Kap-Hufeisennase

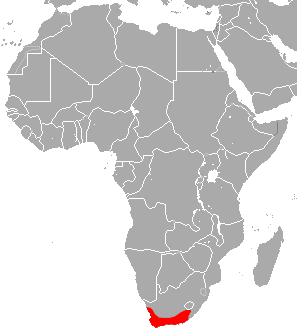
Verbreitungsgebiet der Kap-Hufeisennase

Die Kap-Hufeisennase (Rhinolophus capensis) ist ein in Südafrika endemisches Fledertier in der Familie der Hufeisennasen. Das Typusexemplar stammt aus der Umgebung des Kaps der Guten Hoffnung.

## Merkmale
Mit einer Gesamtlänge von 84 bis 90 mm, einschließlich eines 24 bis 32 mm langen Schwanzes und mit 48 bis 52 mm langen Unterarmen ist die Art ein mittelgroßes Familienmitglied. Es sind 9 bis 12 mm lange Hinterfüße, Ohren von 21 bis 25 mm Länge und eine Flügelspannweite von etwa 300 mm vorhanden. Verglichen mit der Arabischen Hufeisennase sind die Ohren breiter. Zusätzlich sind die Ohren weniger zugespitzt als bei der Arabischen Hufeisennase. Oberseits sind die Haare an den Wurzeln cremefarben und an den Spitzen dunkelbraun, was eine ungleichmäßige Färbung erzeugt. Unterseits ist das Fell hell rehkitzbraun. Auf den dunkelbraunen Flughäuten sind nahe am Rumpf schwarze Striche erkennbar. Weibchen besitzen zwei aktive Zitzen auf der Brust und zwei zitzenähnliche Auswüchse am Anus. Der innere obere Prämolar liegt in der Zahnreihe, während der mittlere untere Prämolar außerhalb liegt. Alle Hufeisennasen haben ein Nasenblatt mit hufeisenähnlicher Grundform.

## Verbreitung
Diese Hufeisennase lebt im südlichen Südafrika in den Provinzen Ostkap, Westkap und im südlichen Nordkap. Das Verbreitungsgebiet ist etwa 400.000 km² groß. Die Art bewohnt die ökologischen Gebiete Fynbos und Karoo, überwiegend im Flachland.

## Lebensweise
Die Kap-Hufeisennase ruht am Tage in Höhlen in Küstennähe, in wenig genutzten dunklen Abstellkammern oder i verlassenen Bergwerksstollen. Das Versteck wird oft mit der Arabischen Hufeisennase oder der Natal-Langflügelfledermaus geteilt. Die Arten bilden in der Höhle separate Gruppen. Die Nahrungssuche erfolgt oft in der Nähe von Baumkronen oder über Sümpfen. Der Flug enthält viele Richtungsänderungen und die Beute besteht vorwiegend aus Schmetterlingen und Käfern. Die Tiere bleiben meist in der Umgebung des Verstecks und fliegen maximal 10 km. Sie legen an einem Ast eine Pause ein und warten auf vorbeikommende Beute. Unter schlechten Bedingungen wird ein torpider Zustand eingenommen. Gelegentlich bestehen die Kolonien aus einigen tausend Exemplaren.
Die Paarung findet im Herbst zwischen April und Mai statt. Danach ruht das befruchtete Ei eine Weile und nach 110 Tagen Trächtigkeit erfolgt die Geburt im November oder Dezember (Südsommer). Ein Wurf besteht aus einem Jungtier. Dieses hält sich in der Höhle an der Mutter fest und bleibt im Versteck, wenn die Mutter Nahrung sucht.

## Gefährdung
Lokale Gruppen können durch neue Landwirtschaftsflächen oder Störungen am Ruheplatz beeinträchtigt werden. Der Gesamtbestand gilt als stabil. Die IUCN listet die Kap-Hufeisennase als nicht gefährdet (least concern).